# Nacional AC (Cabedelo)
Nacional AC ook bekend als Nacional de Cabedelo is een Braziliaanse voetbalclub uit Cabedelo in de deelstaat Paraíba.

## Geschiedenis
De club werd opgericht in 1973 en speelde in 1975 voor het eerst in de hoogste klasse van het Campeonato Paraibano. Daar speelde de club onafgebroken tot 1992. De club keerde nog terug in 1997 en daarna nog van 2005 tot 2006.